# Georg Johansson (pastor)
Georg Filip Johansson, född 25 oktober 1918 i Kinne-Kleva församling i dåvarande Skaraborgs län, död 5 mars 1995 i Gösslunda församling, Lidköping, i samma län, var en svensk pastor inom Pingströrelsen i Sverige.
Född på Kinnekulle utanför Lidköping i Västergötland var Georg Johansson till en början verksam som evangelist inom Örebromissionen. Efter att ha gått över till Pingströrelsen var han som pastor föreståndare för församlingarna i Skellefteå 1953–1960 varefter han fortsatte i Karlskrona följt av Gävle innan han hade sin sista tjänst i Sundsvall från 1971 till pensioneringen 1983. Tillsammans med Algot Niklasson var han på 1950-talet en av de ledande profilerna inom den så kallade Förnyelseväckelsen. Han var författare till boken Ungdom och raggarliv (1960).
Georg Johansson var från 1946 till sin död gift med Nancy Johansson (1920–2003). Bland barnen märks sonen Gunnar Johansson (född 1950), pastor och musiker.